# Platamops vittatus
Platamops vittatus is een keversoort uit de familie platsnuitkevers (Salpingidae). De wetenschappelijke naam van de soort werd in 1878 gepubliceerd door Edmund Reitter.